# ریچاردس برانکیس
 ریچاردس برانکیس (انگلیسی: Ričardas Berankis؛ زادهٔ ۲۱ ژوئن ۱۹۹۰) یک تنیس‌باز اهل لیتوانی است.